# Diploplecta nuda
Diploplecta nuda là một loài nhện trong họ Linyphiidae.
Loài này thuộc chi Diploplecta. Diploplecta nuda được Alfred Frank Millidge miêu tả năm 1988.